# Iškur

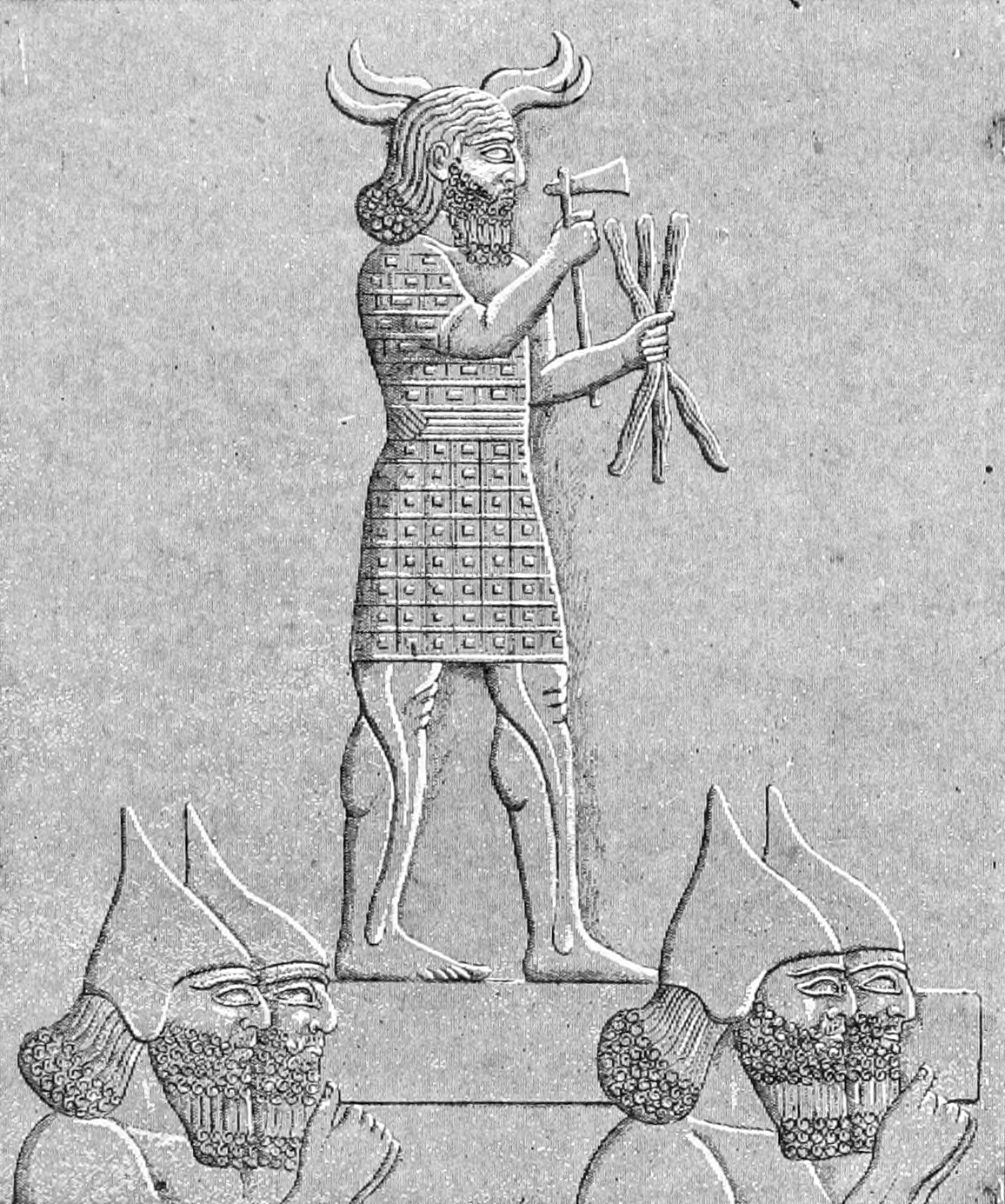
Asyrští vojáci nesou sochu Adada

Iškur je sumerský bůh hromovládce ztotožňovaný s akkadským bohem Adadem a dalšími semitskými bohy bouře.
V severních oblastech Mezopotámie byl ctěn jako dárce blahodárného deště, zatímco v jižních oblastech byl kladen důraz spíše na jeho destruktivní aspekty a byl spojován s válkou. Kromě toho byl spojován také s věštěním a spravedlností. Společně s Šamašem byl nazýván „pánem modliteb a věšteb“ a byl vzýván při haruspiciích a jako svědek při právních sporech.
Jako jeho otec je zpravidla označován nebeský bůh Anu, v některých případech zas Enlil. Jeho matka je zmíněna pouze jednou, v starobabylónské modlitbě kde je nazýván synem bohyně země Uraš. Jeho manželkou je sumerská Medimša a akkadská Šala.
Nejstarší zmínky o Iškurovi pocházejí z poloviny 3. tisíciletí př. n. l. kdy byl uctíván v sumerských městech Lagaš, Adab a Karkar. Přibližně v téže době byl semitský Hadda, tedy Adad, uctíván jako významné božstvo v Eble a Mari. V době vzniku Akkadské říše na konci 3. tisíciletí př. n. l. pravděpodobně došlo k synkrezi Iškura a Adaba.